# Plinio Apuleyo Mendoza
Plinio Apuleyo Mendoza García (Tunja, Boyacá, 1 de enero de 1932) es un escritor, periodista y diplomático colombiano.

## Biografía
Hijo del abogado y político Plinio Mendoza Neira (de ascendencia italiana), quien llevaba del brazo a Jorge Eliécer Gaitán en el momento de su asesinato, y de Soledad García.
En 1962 se casó en primeras nupcias con Marvel Moreno, con quien tuvo dos hijas.
Como periodista en 1959 fue nombrado director de la agencia de noticias cubana Prensa Latina; entre 1971 y 1972 fue jefe de redacción de LIBRE. Revista crítica trimestral del mundo de habla hispana, y entre 1982 y 1983 fue director de la Revista Semana.
Desempeñó el cargo de primer secretario de la embajada de Colombia en Francia y escribió artículos periodísticos para varias publicaciones internacionales.
Ha ejercido el periodismo desde su regreso a Colombia.

## Obras

### Cuento
- El desertor, Monte Ávila Editores, 1974; Colcultura 1979; Oveja Negra, 1985; El Áncora, 1988; Planeta, 2014, con el título El día que enterramos las armas.

### Novela
- Años de fuga, 1979
- Cinco días en la isla, 1997
- Entre dos aguas, 2010

### No ficción
- Primeras palabras, 1946
- La llama y el hielo, 1984. Incluye «El caso perdido», sobre la amistad de Mendoza con Gabriel García Márquez.
- Gentes, lugares: selección de textos periodísticos escritos y ambientados en Europa y América, 1986
- Zonas de fuego: la guerrilla en Colombia, reportajes y análisis, 1989
- Nuestros pintores en París, 1989
- Los retos del poder: carta abierta a los expresidentes colombianos, 1991
- El sol sigue saliendo, 1994
- Aquellos tiempos con Gabo, 2000. Edición en volumen independiente de «El caso perdido». Se ha publicado también como Un García Márquez desconocido (2009) y Gabo: cartas y recuerdos (2013).
- Ráfagas de tiempo: retratos, recuerdos, 2002
- Muchas cosas que contar, 2012
- El país de mi padre, 2013, es el quinto texto del libro de 1984 con ligeras modificaciones
- Cárcel o exilio, 2016
- Retazos de una vida, 2017
- Postales de una vida, 2021

### En coautoría
- El olor de la guayaba, 1982, con Gabriel García Márquez
- Manual del perfecto idiota latinoamericano, 1996, con Carlos Alberto Montaner y Álvaro Vargas Llosa
- Fabricantes de miseria: políticos, curas, militares, empresarios, sindicatos..., 1998, con Carlos Alberto Montaner y Álvaro Vargas Llosa
- El regreso del idiota, 2007, con Carlos Alberto Montaner y Álvaro Vargas Llosa
- Últimas noticias del nuevo idiota iberoamericano, 2014, con Carlos Alberto Montaner y Álvaro Vargas Llosa

## Opinión política
En diversas oportunidades desde su columna en el periódico El Tiempo, ha defendido a militares y políticos vinculados con paramilitarismo o crímenes de lesa humanidad.